# 田中廣滋
田中 廣滋（田中 広滋、たなか ひろしげ、1950年1月7日 - ）は、日本の経済学者。経済学博士（九州大学・1985年）。中央大学名誉教授。元日本応用経済学会会長。

## 略歴
福岡県福岡市中央区大名町出身。1972年北九州大学商学部卒業、1977年九州大学大学院経済学研究科博士課程単位取得退学。
同年九州共立大学経済学部専任講師、1978年助教授、1983年熊本大学教養部助教授、1986年同教育学研究科助教授、1993年中央大学経済学部教授、1999年経済研究科委員長。1985年「公共選択の経済理論」で九州大学より経済学博士の学位を取得。専門は、公共経済学。2018年から日本応用経済学会会長。2022年中央大学より名誉教授の称号を授与される。

## 著書
- 『公共選択の経済理論』中央経済社 1982
- 『市場機構と公共政策』九州大学出版会 経済工学シリーズ 1988

### 共編著
- 『現代公共経済論』編著 中央経済社 1984
- 『高齢化・国際化と地域開発』山中進共編著 中央経済社 1990
- 『公共経済学の基礎と展開』伊原豊実,平井健之共著 中央経済社 1992
- 『都市の環境と生活』山中進共編著 九州大学出版会 1993
- 『公共経済学』横山彰,御船洋,飯島大邦共著 東洋経済新報社 エッセンシャル経済学シリーズ 1998
- 『地球環境政策』宇沢弘文共編 中央大学出版部 2000
- 『環境ネットワークの再構築 環境経済学の新展開』編著 中央大学出版部 2001
- 『費用便益の経済学的分析 環境と公共分野の理論』編著 中央大学出版部 2003
- 『地域ガバナンスの公共経済学アプローチ』編著 中央大学出版部 2005
- 『21世紀の環境と経済』田中嘉成,薮田雅弘共編 中央大学出版部 セブン&アイ・ホールディングス鈴木敏文代表寄付講座シリーズ 2006
- 『持続可能な地域社会実現への計画と戦略』編著 中央大学出版部 2006
- 『失われた10年 バブル崩壊からの脱却と発展』建部正義,高橋由明,梅原秀継共編著 石崎忠司監修 中央大学出版部 2010
- 『トピックス応用経済学 2 財政,公共政策,イノベーション,経済成長』青木玲子,大住圭介,林正義共編 勁草書房 応用経済学シリーズ 2015